# Jason Smith (američki košarkaš)
Jason Victor Smith (Kersey, Colorado, 2. ožujka 1986.) američki je profesionalni košarkaš. Igra na poziciji centra, a trenutačno je član NBA momčadi Philadelphia 76ersa. Izabran je u 1. krugu (20. ukupno) NBA drafta 2007. od strane Miami Heata.

## NBA karijera
Izabran je kao 20. izbor NBA drafta 2007. od strane Miami Heata, ali je ubrzo mijenjan u Philadelphia 76erse u zamjenu za Daequana Cooka. Tijekom Ljetne lige 2007. godine, Smith je prosječno postizao 9,9 poena, 6 skokova i 1 asistenciju za 26,1 minutu u igri.

## NBA statistika

### Regularni dio
| Godina    | Klub         | Odig. uta. | Uta. poč. | Min. | 2P%  | 3P%  | Sl. bac.% | Skok. | Asist. | Ukr. lop. | Blok. | Poena |
| --------- | ------------ | ---------- | --------- | ---- | ---- | ---- | --------- | ----- | ------ | --------- | ----- | ----- |
| 2007./08. | Philadelphia | 76         | 1         | 14,6 | .455 | .286 | .659      | 3,0   | 0,3    | 0,3       | 0,7   | 4,5   |
| Ukupno    |              | 76         | 1         | 14,6 | .455 | .286 | .659      | 3,0   | 0,3    | 0,3       | 0,6   | 4,5   |

### Doigravanje
| Godina    | Klub         | Odig. uta. | Uta. poč. | Min. | 2P%  | 3P%  | Sl. bac.% | Skok. | Asist. | Ukr. lop. | Blok. | Poena |
| --------- | ------------ | ---------- | --------- | ---- | ---- | ---- | --------- | ----- | ------ | --------- | ----- | ----- |
| 2007./08. | Philadelphia | 6          | 0         | 13,7 | .444 | .000 | 1,000     | 2,5   | 0,5    | 0,2       | 0,8   | 3,3   |
| Ukupno    |              | 6          | 0         | 13,7 | .444 | .000 | 1,000     | 2,5   | 0,5    | 0,2       | 0,8   | 3,3   |

## Vanjske poveznice
- Profil na NBA.com
- Profil  Arhivirana inačica izvorne stranice od 22. listopada 2016. (Wayback Machine) na Basketball-Reference.com